# 山縣勉
山縣 勉（やまがた つとむ、Tsutomu Yamagata 1966年 - ）は、東京都出身の写真家。慶應義塾大学法学部法律学科卒。

## 主な著作
- 「国士無双」 2012
- 「涅槃の谷」 2015
- 「Ten Disciples」2016

## 主な写真展
- 「国士無双」2011 北京、2012 東京
- 「Thirteen Orphans」2013 コロラド
- 「Double-dealing」2013 北京
- 「涅槃の谷」2016 東京
- 「涅槃の谷」2017 大阪　　など